# عذم قصبي
العذم القصبي (باللاتينية: Stipa arundinacea) نوع نباتي يتبع جنس العذم من الفصيلة النجيلية.